# Sedina rufovenosa
Sedina rufovenosa là một loài bướm đêm trong họ Noctuidae.